# 免于匮乏的自由
《免于匮乏的自由》（英語：Freedom from Want）又名《感恩节图画》（The Thanksgiving Picture）或《我会回家过圣诞》（I'll Be Home for Christmas），是美国画家诺曼·洛克威尔《四大自由》系列油画的第三幅。这四幅油画代表的理念都源自第32任美国总统富兰克林·德拉诺·罗斯福1941年1月6日国情咨文中的四大自由。
画作于1942年11月创作完成，1943年3月6日经《星期六晚邮报》首发。画中所有人物都是洛克威尔在佛蒙特州本宁顿县阿灵顿的亲朋好友，画家先单独拍下每个人的照片，再把他们绘入油画，画作内容是许多人围在餐桌前享用节日大餐。《免于匮乏的自由》有相当一部分就是在感恩节当天创作，描绘庆祝节日的喜庆场景，之后画作不但成为庆祝感恩节假期的标志画面，也成为其他家庭节日聚会的标志。同《四大自由》的另外三幅作品一样，《免于匮乏的自由》也是作为文章插图在《星期六晚邮报》刊登，文章作者是菲律宾移民卡洛斯·卜婁杉，他以美国国内长期存在的社会经济困境为切入点，而不是像当时许多人那样畅谈其他国家的社会政治困境，这种思路为他打响名气。
洛克威尔的这幅画广为流传，之后还成为戏仿和恶搞的对象，在各类媒体上反复亮相，还是1946年出版书籍《插画家诺曼·洛克威尔》的封面。虽然画作在美国一直很得民心，但在经历二战创伤的欧洲却激起反感。从艺术角度而言，画作对白上加白的应用成为艺术评鉴焦点，是洛克威尔最富盛名的作品之一。

## 背景
《免于匮乏的自由》是诺曼·洛克威尔《四大自由》系列油画的第三幅。这四幅画的灵感源自第32任美国总统富兰克林·德拉诺·罗斯福1941年1月6日向第77届联邦国会发表的演说，演说中倡导的目标便是“四大自由”。20世纪40年代初，罗斯福提倡的四大自由主题对于许多人来说仍显模糊和抽象，但政府利用这样的口号成功推动国内的爱国主义思潮:7。四大自由主题之后写入《大西洋宪章》，还成为《联合国宪章》的组成部分。四幅画作连续四周在《星期六晚邮报》刊登，并配有知名作家的文章。《言论自由》于1943年2月20日刊发，《信仰自由》于2月27日首发，《免于匮乏的自由》于3月6日刊登，《免于恐惧的自由》在3月13日首发。《四大自由》之后作为海报大量印发，还成为美国政府战争债券的附图。

## 画作内容
油画《免于匮乏的自由》长116.2厘米，宽90.2厘米。根据诺曼·洛克威尔博物馆的介绍，这幅画是《星期六晚邮报》的文章插图，同文章主题相辅相成，并且画作本身也包含独立存在的直观含义。
画面主体是洛克威尔对家庭观念的理想主义呈现，展示多代同堂的一家人坐在餐桌前，家中女主人正把烤火鸡端上桌。正前方站着的男主人表情看来对火鸡感到满意，这种喜悦和满足的气氛是画作的核心元素，体现在每个人物的脸上。据伦尼·贝内特（Lennie Bennett）所述，餐桌上垫的桌布表明这并非一般的聚餐，而是“与所爱的人分享我们拥有的东西”的特殊场合。桌上的碗和碟子里盛有水果和芹菜，还有一碟看起来像是红莓酱。中间还有银质菜盘，据理查德·哈尔彭（Richard Halpern）所言，根据传统习惯，这样的盘子里盛的应该是馬鈴薯，但贝内特有不同看法，他觉得盖起来的应该是砂锅菜。桌上的菜色不及白色的桌布、碟子和水杯显眼。画面中的人物还没有开始用餐，空空如也的碟子和其间的空隙与众多的人物和物品形成对比。

## 创作
1942年6月中旬，洛克威尔带着《四大自由》的炭画草图联络战争情报局，希望政府愿意出资赞助这一系列作品。他的请求被该局官员回绝，称“上次打战是你们这些插画家画的海报，这回我们要找美术专家，找真正的艺术家。”不过，《星期六晚邮报》主编本·希布斯（Ben Hibbs）认为这一系列画作很有潜力，鼓励洛克威尔立即开始创作。同年秋初，四位作者已经递交四大自由的主题文章，但洛克威尔担心《免于匮乏的自由》同卡洛斯·布洛桑的文章内容不匹配。11月中旬，希布斯致信洛克威尔，恳请对方不要把第三幅画完全推倒重来。为了打消洛克威尔对文章和画作主题的顾虑，希布斯称两者只需是同一主旨即可，无须在表达方式和角度上完全合拍。希布斯还称，政府准备强制要求《星期六晚邮报》采用四色印刷，如果画家不能赶快完成作品，那么画作之后就很可能会用四色印刷，而非更适合他作品的半色调印刷。
1942年时，洛克威尔已决定请邻居充当系列画作的模特儿。创作《免于匮乏的自由》时，他用自家客厅作为背景，请邻居当模特并提出建议和批评。洛克威尔拍下自家厨娘1942年感恩节时把火鸡端上桌的照片，然后用在画作上。据画家自述，他就是在感恩节当天画好火鸡，而且整幅画作的创作比之前的《言论自由》和《信仰自由》都要顺利。洛克威尔的夫人玛丽（Mary）就在画中，画家的厨娘撒迪厄斯·惠顿夫人（Mrs. Thaddeus Wheaton）端上火鸡，这只火鸡正是这年感恩节洛克威尔一家的大餐。画中共有九个成年人和两个儿童，洛克威尔先是在工作室拍下他们的照片，之后再绘制成画。从右上角的惠顿夫人开始按顺时针方向，之后几人分别是莱斯特·布鲁什（Lester Brush）、佛罗伦萨·林赛（Florence Lindsey）、画家的母亲南希（Nancy）、吉姆·马丁（Jim Martin）、惠顿先生、玛丽·洛克威尔、查尔斯·林赛（Charles Lindsey）和霍伊辛顿（Hoisington）家的两个孩子。《四大自由》全部四幅画中都有吉姆·马丁。画面左侧最远处的小女孩叫雪莉·霍伊辛顿（Shirley Hoisington），这时还只有六岁:50。
《星期六晚邮报》在刊出全系列四幅画后开始向公众提供画作复制品出售，之后一共订出约2万5,000份。此前拒绝聘用洛克威尔的战争情报局则在1943年初求购250万份《四大自由》画作，用于宣传战争债券。
洛克威尔将画作遗赠他人保管，如今已成为马萨诸塞州伯克夏县斯托克布里奇（Stockbridge）诺曼·洛克威尔博物馆的永久收藏。洛克威尔从1953年就开始在斯托克布里奇生活，直至1978年谢世。

## 反响

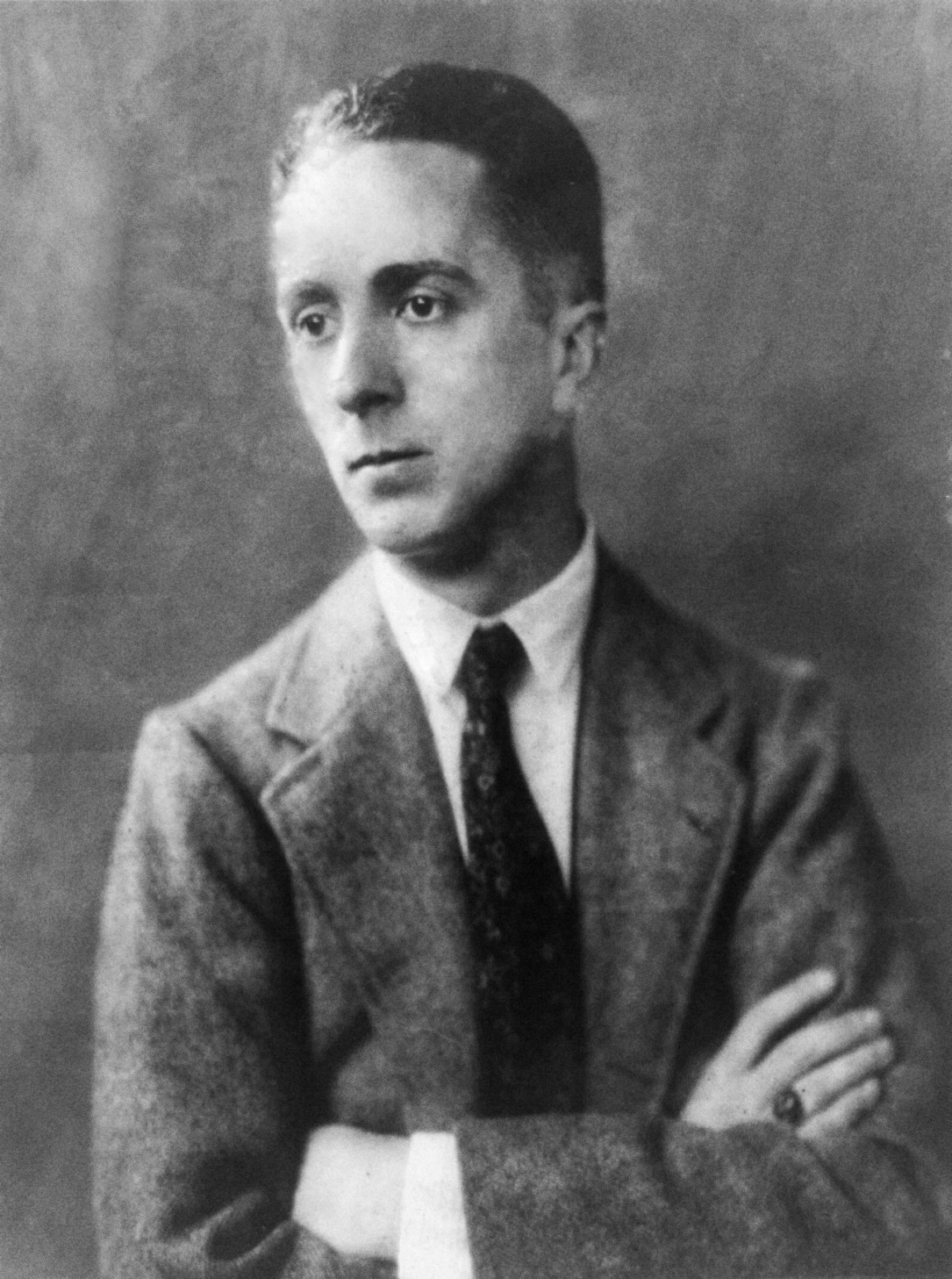
青年时期的诺曼·洛克威尔

有评论认为，《免于匮乏的自由》是洛克威尔最优秀的作品之一。《四大自由》也以这幅在艺术著作中最为常见，针对这幅画的评述和讲解也最多。虽然四幅画作的创作主旨都是在战争时期弘扬爱国主义情操，但《免于匮乏的自由》却成为“家庭和睦，和平，富足”的象征，琳达·罗森克兰兹（Linda Rosenkrantz）认为，这幅画可以同霍尔马克（Hallmark）的圣诞节卡片相提并论。画作以怀旧风格体现出美国经久不衰的节日庆祝主题，不但同感恩节密切相关，有时还以《我会回家过圣诞》之名为人所知。画面中的丰富元素和体现出的团结象征大战结束后全世界田园诗般的希望，这也促使画作之后在各式各样的艺术形式中反复呈现。
冷战期间，洛克威尔的画作强调传统美国价值观，他笔下的美国人民生活富裕，环境自由。他的作品大多属地域主义及美国场景绘画风格和流派，时常展示出美国过去乡间及农村生活的理想形态。对此洛克威尔表示：“我把生活描绘成希望中的样子。”
洛克威尔虽然对画作总体持乐观态度，但他也曾对画中这么大的火鸡心存疑惑，毕竟此时欧洲绝大多数地区都因二战爆发深陷饥荒、资源短缺和无数人流离失所的困境。据他所言，此画在欧洲不受待见：“欧洲人已经有些憎恨它（指画作），因为这（对他们来说）不是免于匮乏的自由，而是过剩，桌上放的食品实在太多了。”除美国以外，其他国家普遍认为画上的食物过于丰盛。但在理查德·哈尔彭（Richard Halpern）看来，这幅画上过剩的不仅是食品，还包括“家庭、关爱和安全”，他还指出，免于匮乏绝不仅仅是充足即可，过剩“才是正解”。哈尔彭觉得，画中食品能够提供的营养同画作给予观众的情感滋养相辅相成、交相辉映，整幅画呈现出强烈而诱人的意境。不过，桌子上大多是空空如也的空盘子，还有白色亚麻桌布上和白色碗碟，这很可能是洛克威尔尊重感恩节清教徒起源的体现。
美术评论家罗伯特·休斯（Robert Hughes）认为，《免于匮乏的自由》代表的主题包括家庭延续、美德和朴素，虽然食品充裕，但仍遵循低调而不铺张浪费的清教徒基调，选择水作为席间饮料。历史学家丽莎白·科恩（Lizabeth Cohen）表示，画中以私人家中庆祝节日来体现免于匮乏的自由，而不是描绘政府保护那些食无果腹、无家可归的人，或是拥有工作的工人，这说明洛克威尔认为保障这份自由并不完全是政府的责任，而是大众消费经济环境下需要所有人参与才能产生的东西。
洛克威尔在画中采用白色桌布，上面是白色的碟子，这种白上加白的色彩应用也成为艺术评鉴焦点。美术评论家黛博拉·所罗门（Deborah Solomon）认为，这是詹姆斯·惠斯勒的《第一号白色交响曲》诞生后“对白上加白最雄心勃勃的应用。”她还称，《免于匮乏的自由》的现实主义描绘已经达到新高度，其中部空间开阔，让人不会对整幅画感到拥挤和繁琐，大量采用的白色颜料构成各人面孔间的良好框架。
位于画面最右下角的吉姆·马丁回头朝观众方向腼腆但又有些顽皮地一瞥。他仿佛整幅图画的缩影，没有任何人正在按感恩节晚餐时的传统那样“感恩”。据所罗门表示，洛克威尔的这种描绘与过去的传统描绘不同，以往以感恩节为主题的画作大多是描绘就餐前的祈祷，人们坐在桌前低下头，双手举高祷告。在她看来，两者一个是以宗教方式严肃对待美国传统，另一种则是相对轻松随意。。神学家大卫·布朗（David Brown）认为画中已经隐含有感激之情，肯尼斯·本丁纳（Kenneth Bendiner）则认为洛克威尔是在呼应丁托列托对最后的晚餐的演绎。

## 一同发表的文章
同《四大自由》的另外三幅作品一样，《免于匮乏的自由》也是作为文章插图发表，这篇文章的作者是卡洛斯·布洛桑。布洛桑的文章以美国国内长期存在的社会经济困境为切入点，而不是畅谈其他国家的社会政治困境，这种思路为他打响名气，文章成为布洛桑最富盛名的作品之一。布洛桑生于菲律宾，在快满30岁时移民美国。他起初在美国的生活与洛克威尔在《免于匮乏的自由》中的描绘完全不同，在写作领域缺乏名气的布洛桑此时就是四处打零工的移民劳工。《星期六晚邮报》的编辑找上他，请他创作文章时，布洛桑已是一贫如洗:62。第二次世界大战期间，本属美国海外领土的菲律宾自治领被日本占领，布洛桑随即成名。在许多美国人眼中，这篇文章仿佛布洛桑的自我介绍，他的名字从此变得家喻户晓。《星期六晚邮报》还一度弄丢文章的手稿，作家手上也没有复写版本，所幸最终在华盛顿州塔科马的一间酒吧找到唯一一份草稿。
免于匮乏的自由同西方世界标准自由主义哲学的关系最初并不像言论自由、信仰自由和免于恐惧的自由那么紧密，这项自由顺应社会愿望，将经济自主加入自由主义哲学。布洛桑在文中指出，美国人根据自身需要和能力的不同拥有同等机会，这种将消极自由和积极自由相提并论的思想与卡尔·马克思“各尽所能，按需分配”的理念异曲同工。文章最后一段描绘出作者理想中的平均主义国度：“我们希望看到的美国不仅仅是物质的世界，还应该是精神和学识的世界。”布洛桑的文章被誉为堪比史坦贝克《愤怒的葡萄》的作品。评论认为，文章为那些在资本主义民主中挣扎求存的人们发声，在洛克威尔描绘的盛宴背景下可谓“振聋发聩”。根据文中理念，公民对国家有应尽义务的同时，国家也有义务提供基本的生活保障和生产资料。布洛桑没有在文中迎合罗斯福的演说，在他看来，罗斯福新政并不能保障美国人的基本生活水平，所以也不足以保障免于匮乏的自由。

## 流行文化

托尼·班内特2008年圣诞专辑《摇荡圣诞节（配备贝西伯爵大乐团）》的封面就是戏仿《免于匮乏的自由》

1946年出版的《插画家诺曼·洛克威尔》（Norman Rockwell, Illustrator）是以《免于匮乏的自由》作为封面，这本书是在洛克威尔事业最成功的时期写就，此时他也是美国最富盛名的插画家。受其标志地位的影响，画作引来许多戏仿和讽刺。纽约画家弗兰克·摩尔（Frank Moore）1994年的画作《分享的自由》（Freedom to Share）就同洛克威尔的原作类似，把画中的白人换成各个族裔，盛放火鸡的盆子堆在医疗保健用品上。不过相比之下，米老鼠和米妮老鼠用节日火鸡款待动画角色大家庭的场面更为人们所熟知，许多政治漫画、甚至冷冻蔬菜广告都曾借用这幅画。
沃尔特·迪斯尼动画工作室2002年动画长片《星际宝贝》的片尾有一幅快照，显示片中众多角色像《免于匮乏的自由》那样坐在感恩节餐桌前用餐，其中许多角色显然是外星生命。这幅画还是2012年5月16日首播的《摩登家庭》第三季第23集《活画》（Tableau Vivant）中的重要组成部分。托尼·班内特2008年的圣诞专辑《摇荡圣诞节（配备贝西伯爵大乐团）》（A Swingin' Christmas (Featuring The Count Basie Big Band)）封面也是戏仿《免于匮乏的自由》，贝西伯爵大乐团的全部13名成员都在封面上。電影《死侍2》（2018年）的其中一張海報戲仿了《免于匮乏的自由》，將該畫作中的所有人物全調換成片中的角色。